# Манидакис, Стилианос
Стилиано́с Манидакис  (греч.  Στυλιανός Μανιδάκης 1896-31 декабря 1975) — артиллерийский офицер греческой армии, генерал-лейтенант. Участник Малоазийского похода, Второй мировой войны и Гражданской войны в Греции.
Впоследствии был заместителем министра внутренних дел и общественного порядка в трёх служебных греческих правительствах.

## Детство
Стилианос Манидакис родился в селе Платанос нома Ираклион Крита в 1896 году.
Был третьим ребёнком (из шести) в семье Антониса Манидакиса и его жены Марии.
Отец был землевладельцем и, одновременно, учителем в селе.
Окончил гимназию в близлежащем селе По́мпиа в 1913 году.

## Военная карьера и участие в войнах
Поступил в Военное училище эвэлпидов в 1913 году, которое закончил в звании младшего лейтенанта артиллерии в 1917 году.
О его участии в Первой мировой войне можно предполагать, но конкретной информацией не располагаем.
В звании капитана, принял участие с 1919 по 1922 годы в Малоазийском походе греческой армии.
Был повышен в звание майора в 1930 году.
Впоследствии учился в армейской школе артиллерии и, после получения стипендии, два года (1930—1932) в Военной школе в Париже.
Результатом последнего стало его прекрасное знание французского языка, наряду со знанием английского и итальянского языков.
Отмечается также, что он был поклонником древней греческой литературы, которую предпочитал читать в оригиналах, нежели в переложениях на современную форму греческого языка.

### Вторая мировая война
28 октября 1940 года, Греция отклонила ультиматум Италии и подверглась нападению её армии из Албании. Греческая армия отразила нападение и перенесла военные действия на территорию Албании.
На помощь своим незадачливым союзникам пришла Гитлеровская Германия, которая с 6 февраля 1941 года начала ввод своих частей в союзную ей Болгарию и их развёртывание на греко--болгарской границе:542.

### Отражая немецкое вторжение в Восточной Македонии
К этому времени С. Манидакис был начальником штаба VII дивизии генерал-майора Христоса Зойо́пулоса, которая, в составе немногочисленной армии Восточной Македонии и в ожидании немецкого вторжения, расположилась за оборонительной Линией Метаксаса.
Дивизия заняла позиции восточнее реки Стримонас и западнее реки Нестос и контролировала 3 сектора на 85 км линии обороны: сектор Фалакро́ (включая Форт Лиссе, форты Пирамидоидес, Дасавли, Кастило, Агиос Нико́лаос и Бартисева), сектор Тулубар и сектор Паранести.
VII дивизия располагала 76 орудиями разных калибров, распределённых среди 15 батарей.
Германское вторжение в Грецию началось на рассвете 6 апреля 1941 года.
Германская армия не смогла с хода взять Линию Метаксаса приступом.

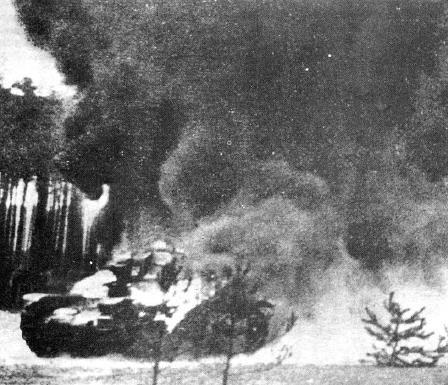
Немецкий (вероятно французский трофейный) танк, подбитый греческой артиллерией на Линии Метаксаса.

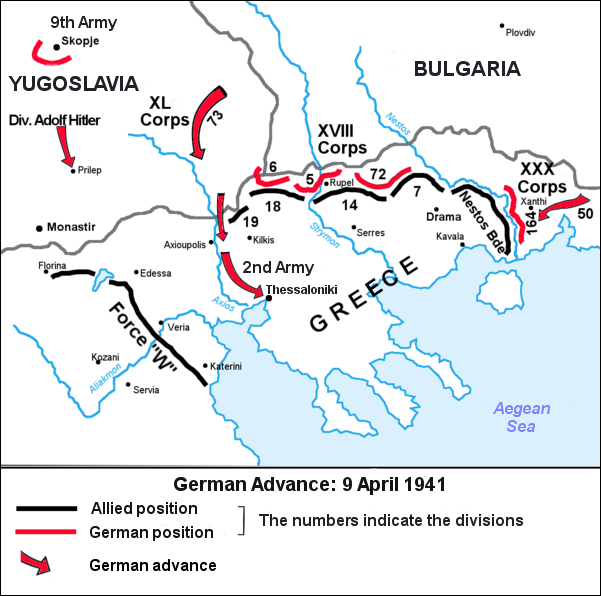
Продвижение немецкой армии до 9 апреля 1941 года, когда танковая дивизия СС «Рейх» вступила в Салоники. Сектор обороны VII греческой дивизии отмечен западнее реки Нестос.

Её 18-й и 30-й армейские корпуса атаковали Линию с 6-го апреля и после трёх дней сражений имели ограниченный успех. В течение 4-х дней, несмотря на массированный артобстрел и использование штурмовой авиации и рукопашных боёв в туннелях некоторых фортов, немцы не могли занять господствующие позиции греческой линии обороны.
II танковая дивизия вермахта (18-й корпус), совершив обходной манёвр, пересекла болгаро-югославскую границу 8 апреля и, не встретив здесь значительного сопротивления, через практически неприкрытую греко-югославскую границу и долину реки Аксио́с вышла к Фессалоники 9-го апреля, отсекая группу дивизий Восточной Македонии (4 дивизии и 1 бригада) от греческой армии в Албании, продолжавшей сражаться против итальянцев.
В тот же день греческий генштаб, считая, что оборона в Восточной Македонии не имела более смысла, приказом № 1381 предоставила возможность командующему группы дивизий Восточной Македонии генералу К.Бакόпулосу на его усмотрение продолжать сражаться или сдаться:546. Бако́пулос, известный германофил, не преминул воспользоваться приказом и отдал приказ о сдаче фортов. Однако командиры большинства фортов не подчинились и продолжали сражение:547.
После получения приказа о сдаче сражение приняло характер боёв за «честь оружия» и, получив от германского командования почётные условия сдачи, форты прекратили один за другим сражение, начиная с 10 апреля.
Германский генерал-фельдмаршал Вильгельм Лист, который возглавлял атаку против Линии Метаксаса, выразил восхищение храбростью и мужеством этих солдат. Лист не стал брать пленных, заявляя, что греческая армия может покинуть форты, оставляя при себе свои военные флаги, но при условии сдачи оружия и боеприпасов. Он также дал приказ своим солдатам и офицерам отдать честь греческим солдатам.
Оборона Линии Метаксаса вынудила Гитлера сделать следующее заявление следующее заявление:

Историческая справедливость обязывает меня заявить, что из всех противников, которые нам противостояли, греческий солдат сражался с наибольшим мужеством. Он сдался только тогда, когда дальнейшее сопротивление стало невозможным и бесполезным

### В Северной Африке и Италии
Нет информации о том, если с началом тройной, германо-итало-болгарской, оккупации Греции С. Манидакис вступил в какую либо организацию Сопротивления или партизанский отряд.
Однако в январе 1942 года Манидакису удалось выбраться морем на Ближний Восток, где он принял командование полком полевой артиллерии в армии эмиграционного греческого правительства.

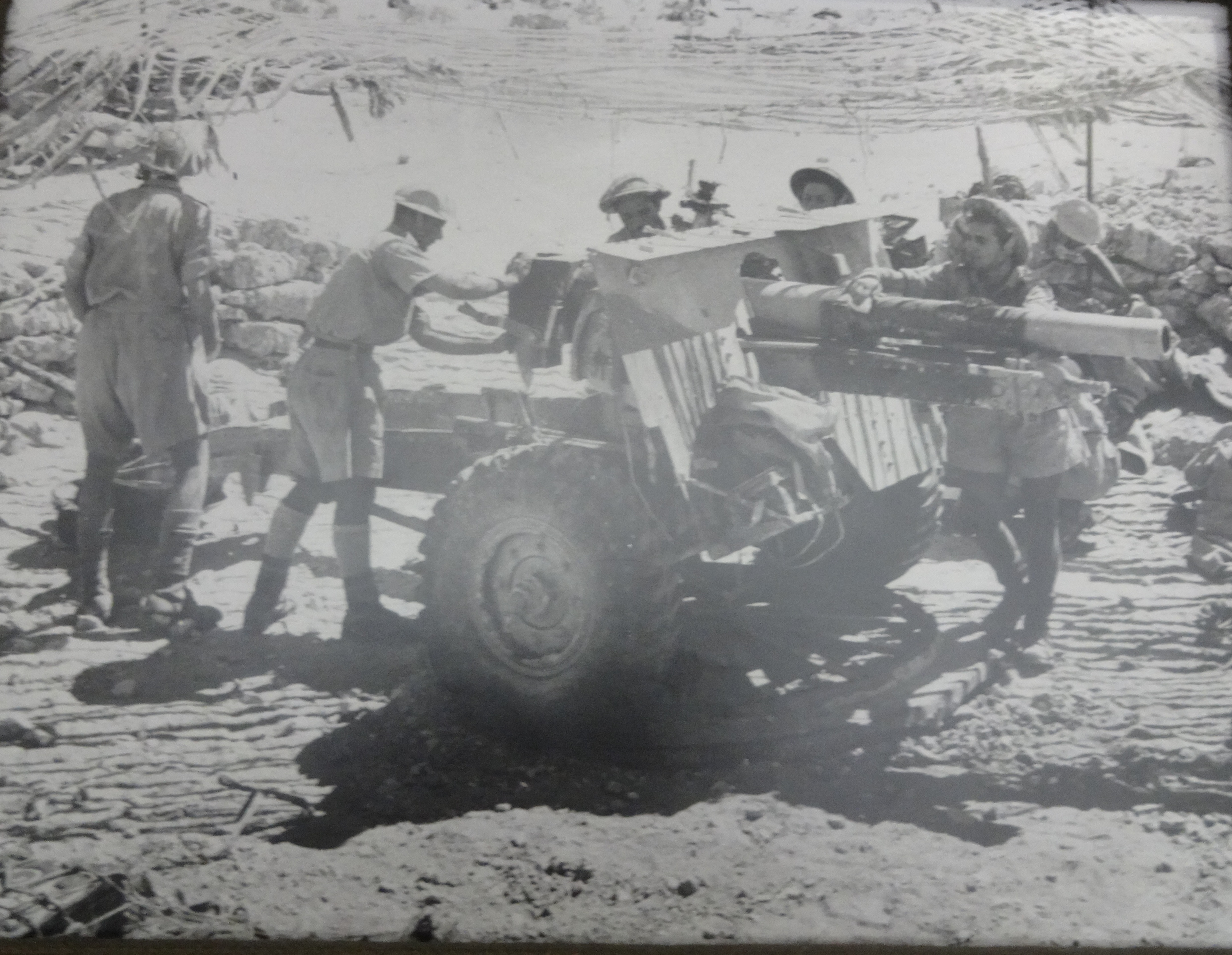
Греческая артиллерия во Втором сражении Эль Аламейна. Военный музей, Афины.

Греческие артиллерийские полки были вооружены 25-фунтовыми британскими орудиями (QF 25 pounder), которые были предоставлены правительством Великобритании. Эти полки были включены соответственно в состав Ι и ΙΙ греческих бригад. Греческие части сформированные на Ближнем Востоке приняли участие в боях в Северной Африке с 9-9-1942 по 24-12-1942, включая Второе сражение при Эль-Аламейне (с 23-10-1942 по 5-11-1942).
Есть утверждения, что полк Манидакиса был единственным полком не принявшим участие в восстании греческой армии на Ближнем Востоке в марте-апреле 1944 года.
В действительности, 1 апреля, два офицера 2-го артиллерийского полка, расположенного в Гелиополисе вблизи Каира, предстали перед своим командиром (Манидакисом) и заявили, что они признают законным правительством только ΠΕΕΑ, то есть правительство гор. Последовала сходка полка, на которой о поддержке ΠΕΕΑ заявили 14 офицеров и 240 рядовых, из общего числа 700. Командир полка, Манидакис, готовый к такому развитию событий, арестовал их всех и передал их англичанам. Те отправили арестованных в концлагерь Мена, недалеко от пирамид:702.
Следствием этих событий был тот факт, что будучи придан 3-й горной бригаде, полк Манидакиса стал единственным греческим артиллерийским полком, принявшим участие в операциях в Италии с 8-9-1944 по 18-10-1944, включая Сражение при Римини (9-22/9/1944) и сражение Рубикона (с 25/9/1944 по 16/10/1944)

## Возвращение в Грецию — воссоздание правительственной артиллерии
Правительственная армия Греции начала формироваться сразу после высадки в Аттике частей британской армии и Священного отряда 13-14 октября 1944 года и 3-й Горной бригады в конце октября.
Декабрьские события в Афинах, т.е военные столкновения британской армии и её союзников с городскими отрядами Народно-освободительной армии (ЭЛАС) были спровоцированы требованием англичан и правительства разоружения частей ЭЛАС до формирования новой армии, которое однако не распространялось на Священный отряд и 3-ю горную бригаду.
После подписания Варкизского соглашения, приказом от 4 марта 1945 года начала формироваться ΙΙ дивизия. Ядром дивизии стала 3-я горная бригада, которая располагала одним полком полевой артиллерии.
Полк был переброшен в Грецию спешно, без орудий и боеприпасов, которые были доставлены в конце 1944 года, по мере того как английские и правительственные части закрепляли свои позиции в Аттике.
Несколько позже были сформированы ΧΙ и ΙΧ дивизии.
С. Манидакис стал первым командиром артиллерии воссозданной правительственной греческой армии.
Согласно Г. Маргаритису, с конца 1944 года и до мая 1947 года, англичане передали правительственной армии 21-фунтовых орудий 77 единиц, 3,7-дюймовых 50 единиц, 5,5-дюймовых 12 единиц:451.

## Гражданская война
С началом Гражданской войны весной 1946 года, С. Манидакис первоначально возглавил операционный отдел генштаба, после чего принял командование 41-й бригадой, а затем IX дивизии, которая в 1947 году отбила у партизан Демократической армии горы Граммос. (первое сражение за Граммос).
Летом 1949 года, в звании генерал-майора, Манидакис возглавил II Корпус армии, который внезапной операцией в августе в течение 4 дней добился решающей победы в сражении за горы Вици.
Записка генерала Манидакиса на имя главнокомандующего королевской армии А. Папагоса, в которой он отметил, что генштаб был сильно занят «туристами» (офицерами американской военной миссии), в результате чего командование Демократической армии и руководство компартии Греции выскользнула в Албанию, вызвала переполох. Папагос ответил ему через 3 дня, 16 августа. Эта записка сегодня является предметом спекуляций в некоторых изданиях, согласно которым руководству компартии была сознательно дана возможность покинуть страну.

## Послевоенные годы
В период с 1950 по 1951 год генерал Манидакис командовал артиллерией III Корпуса армии и возглавлял Военное училище эвэлпидов.
В конце 1951 года он принял командование III Корпусом армии.
С 19 июня по 24 ноября 1954 года генерал Манидакис был Генеральным инспектором армии, после чего ушёл в отставку.
За свои военные заслуги генерал Манидакис был награждён Орденом Феникса (степень Командора) и Королевским орденом Георга I, а также французским Орденом Почётного легиона.

### Эпизод Эвроса
Будучи командиром III Корпуса армии, который располагался в Восточной Македонии и Фракии, летом 1952 года генерал Манидакис оказался в эпицентре одного из эпизодов периода Холодной войны.
На островке «γ» (Гамма) на реке Эврос, 28 июля, из засады, болгарскими пограничниками были убиты 3 греческих жандарма и 1 пастух.
Немедленно были приведены в боевую готовность приграничные части III Корпуса генерала Манидакиса и греческое правительство представило болгарам ультиматум покинуть островок до 6 августа. В конечном итоге болгары оставили островок 7 августа, но только после того как были обстреляны со стороны греческого села Дикеа.
Столкновения не остановились на этом, наблюдались передвижения болгарских частей до 10 августа и конфликт достиг кульминации 20 августа.
В условиях Холодной войны и учитывая то, что с весны 1952 года Греция была членом НАТО, а за Болгарией стоял СССР, эпизод был сочтён серьёзным.
Греция представила в ООН 3 протеста, но и Болгария представила свой протест, после того как болгарские части были обстреляны греческой стороной.
Напряжение в секторе сохранялось до полного отвода болгарских частей. Летом 1953 разрешением пограничных вопросов занялся греко-болгарский комитет.

## Правительственные посты
Генерал Манидакис принял впервые правительственный пост ещё до своей отставки, в январе 1950 года, став на короткий промежуток времени (9 января — 23 марта 1950 года) заместителем министра общественного порядка в служебном правительстве Иоанна Теотокиса.
Уже после своей отставки, в январе 1956 года, С. Манидакис стал в очередной раз на короткий срок (11 января — 29 февраля 1956 года) заместителем министра внутренних дел и общественного порядка в правительстве Константина Караманлиса.
Наконец весной 1958 года и вновь на короткий срок (5 марта — 17 мая 1958 года) он стал министром внутренних дел и общественного порядка в служебном правительстве Константина Георгакопулоса).
Во всех этих назначениях, его задачей было проведение безупречных и без насилия выборов, что было выполнено им безукоризненно, если исходить из того факта, что на выборах 1958 года, прокоммунистическая Единая демократическая левая партия (ΕΔΑ) получила 25 % процентов голосов.
На выборах 1961 года, охарактеризованных как выборы «насилия и фальсификаций», Манидакис отказался принять то же пост в правительстве Константина Доваса, предвидя что ему не позволят исполнить свой долг проведением честных и свободных выборов.
Другим штрихом характеризующим генерала Манидакиса и его понятия о долге, было его добровольное появление в период военной диктатуры 1967 −1974 годов, перед военным трибуналом, где слушалось дело офицеров «Демократической обороны».
Своим авторитетом и выступлением в роли свидетеля защиты, генерал Манидакис решительным образом повлиял на приговор вынесенный генералу Г. Иорданидису.
Генерал Манидакис умер 31 декабря 1975 года, после месячного пребывания в военном госпитале.